# ولادیمیر خوتیننکو
ولادیمیر خوتیننکو (به روسی: Влади́мир Ива́нович Хотине́нко؛ متولد ۲۰ ژانویه ۱۹۵۲) بازیگر، کارگردان و طراح اهل کشور روسیه است.

## زندگی‌نامه
وی در سال ۱۹۷۶ دیپلمش را از بنیاد معماری در یکاترینبورگ کسب نمود. پس از گذراندن دوران سربازی، در یک استودیو فیلمسازی به عنوان معاون طراح مشغول بکار شد. پس از آن در فیلمی به نام «روزها در زندگی اوبلوموف» دستیار نیکیتا میخالکوف (کارگردان فیلم مذکور) شد. همکاریش با این کارگردان ادامه یافت و در دو فیلم با نام‌های «پنج شب» و «روابط خانوادگی» نیز با او همکاری کرد.

پس از آن در شهر مسکو و در مؤسسه سینمایی گراسیموف به کارگردانی مشغول شد. در سال ۱۹۹۹ فیلمی از وی به نام «بلوار استراستونی» در بیست و یکمین دورهٔ جشنواره بین‌المللی فیلم مسکو شرکت داده شد که از آن تقدیر به عمل آمد.
خوتیننکو مهارت زیادی در ساخت فیلم‌های تاریخی با صحنه‌های عظیم، خصوصاً دربارهٔ تاریخ روسیه دارد. وی در سال ۲۰۰۴ به خاطر فیلم «۷۲ متر» برندهٔ جایزه عقاب طلایی شد. از دیگر کارهای او می‌توان به سریال تلویزیونی سقوط امپراتوری اشاره کرد.
این بازیگر و کارگردان روس، در سال ۲۰۱۴ طوماری را در حمایت از دخالت نظامی ولادیمیر پوتین در کشور اوکراین امضا نمود.